# Karl-Erik Palmér
Karl-Erik Palmér (Malmö, 17 april 1929 – aldaar, 2 februari 2015) was een Zweeds profvoetballer.
Palmér begon zijn carrière bij Malmö FF in 1949. Vanaf 1951 kwam hij uit voor AC Legnano, die pas gepromoveerd waren naar de Serie A. Hier speelde hij 7 seizoenen, zowel in Serie A als Serie B. De club zakte in 1957 verder weg naar de Serie C. Palmér kon een transfer versieren naar Juventus, waar hij slechts 10 wedstrijden voor speelde. Hij sloot zijn carrière in 1960 af bij moederclub Malmö FF. Hij speelde 14 keer voor zijn land en scoorde daarin 9 keer. Hij was aanwezig op het Wereldkampioenschap voetbal 1950, waar hij 3 doelpunten maakte.
Hij overleed in 2015 op 85-jarige leeftijd.

## Statistieken
| Seizoen | Club       | Land   | Competitie              | Wedstrijden | Doelpunten |
| ------- | ---------- | ------ | ----------------------- | ----------- | ---------- |
| 1949/51 | Malmö FF   | Zweden | Allsvenskan             | 49          | 22         |
| 1951/58 | AC Legnano | Italië | Serie A/Serie B/Serie C | 192         | 21         |
| 1958/59 | Juventus   | Italië | Serie A                 | 10          | 0          |
| 1960    | Malmö FF   | Zweden | Allsvenskan             | 3           | 0          |
|         |            |        | Totaal                  | 254         | 43         |